# Goodrich
Pour les articles homonymes, voir Goodrich (homonymie).
 (juillet 2019).
Goodrich, ou Goodrich Corporation (anciennement B.F. Goodrich Company et BFGoodrich) est une ancienne entreprise américaine spécialisée dans le matériel aéronautique civil et militaire, fondée en 1870 par Benjamin Franklin Goodrich. 
En 1990, l'activité pneumatique et la marque BFGoodrich ont été rachetées par le manufacturier français Michelin.
En 2011, Goodrich est absorbée par la United Technologies Corporation et est rebaptisée UTC Aerospace Systems.

## Histoire de l'entreprise
Avant la fusion de 2011, Goodrich était notamment présente dans les secteurs automobile, aéronautique et aérospatial. Longtemps réputée pour ses pneumatiques, l'un de ses métiers d'origine, cette activité et la marque BFGoodrich ont été rachetées en 1990 par le manufacturier français Michelin. 
Goodrich Corporation fait montre durant les années 1990 et 2000 d'une croissance importante dans l'aéronautique civile et militaire, ce qui lui permet en 20 ans d'activité de réaliser plus de 40 acquisitions. 
Son siège social se situe à Charlotte (Caroline du Nord) (États-Unis). Le siège de la filiale française, Goodrich Actuation Systems, se situe à Buc (Yvelines), et emploie près d'un millier de salariés, actuellement menacés par la fermeture du site. Au total, Goodrich comprend plus de 90 sites dans le monde. 
En septembre 2011, l’entreprise est rachetée par la United Technologies Corporation (UTC) et devient UTC Aerospace Systems (UTAS).

### Avant 1990
Jusqu'à 1990, Goodrich exerce ses trois métiers historiques : l'aéronautique, le pneumatique pour l'automobile et le matériel militaire.
L'ingénieur français Henri Julliot (1856-1923), ancien associé des dirigeables Lebaudy Frères, y fut consultant durant la Première Guerre mondiale, et supervisa la construction des dirigeables militaires de la série « Blimps ».

### Après 1990
En 1990, elle cède à Michelin son activité dans les pneumatiques pour l'automobile.
En revanche, elle acquiert Coltec Industries en 1999, TRW en 2002 pour 1,5 milliard de dollars, CTG en 2010 et enfin Microtecnica en 2011.
En septembre 2011, United Technologies Corporation acquiert le fabricant aéronautique Goodrich pour la somme de 16,5 milliards US$.

## Métiers

### Aéronautique

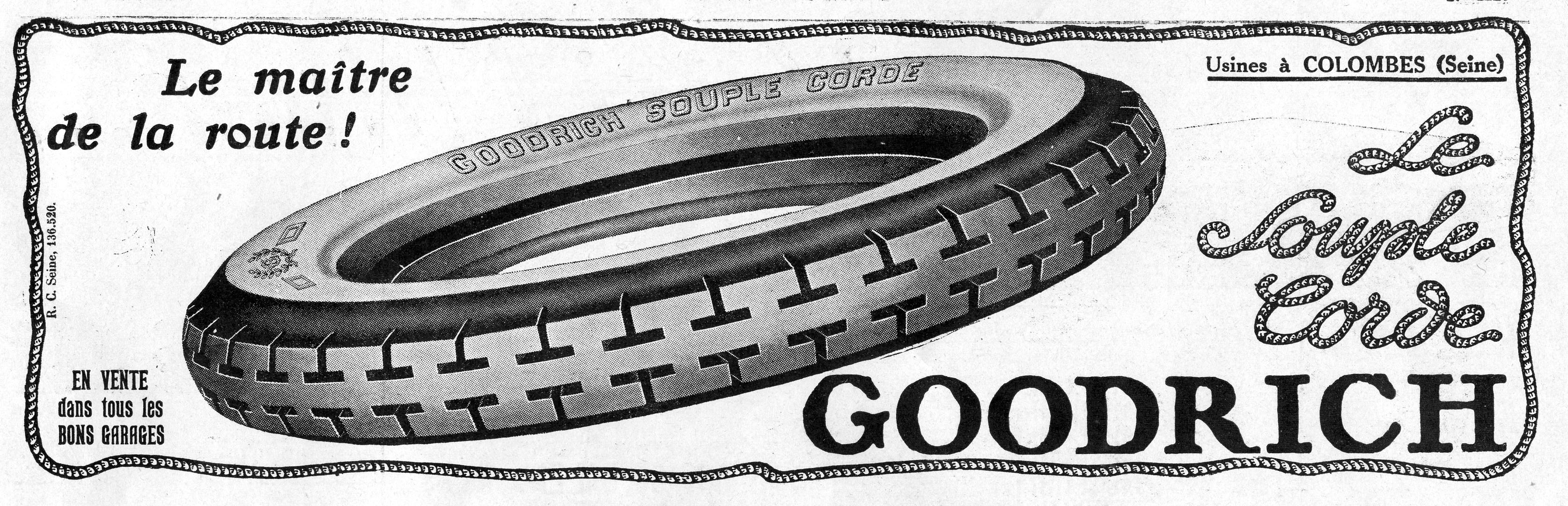
Réclame montrant l'ancien métier de Goodrich (in L'Illustration, 1923).

Délestée de ses pneumatiques, l'entreprise Goodrich Corporation développe son activité quasi exclusivement dans l'aéronautique. Goodrich Corporation, est à ce jour une des entreprises du cercle Fortune 500, cotée à la bourse de New York (NYSE) et fournissant des équipements pour l'aéronautique pour un chiffre d'affaires de 6,4 milliards de dollars. Le siège est situé à Charlotte, Caroline du Nord, elle emploie plus 24 000 personnes sur quatre-vingt-dix usines réparties dans seize pays. 
Goodrich offre une grande variété de produits et systèmes pour les avionneurs ou les fabricants de moteurs : nacelles, train d'atterrissage, commandes de vol, éclairage, toboggans d'évacuation, contrôle moteur (FADEC), etc.

### Matériel militaire
Une de ses filiales, la Universal Propulsion Company Inc., fabrique les grenades incapacitantes M84 Stun Grenade conçues par l'US Army.

## Slogan
L'un des slogans de la marque fut : « Fun is not a straight line », ce qui peut se traduire en français par « Le plaisir n'est pas dans la ligne droite ». Un autre slogan, « Take control », ce qui donne en français : « Prenez le contrôle », fut également beaucoup utilisé par la marque. Le slogan actuel est  « Are you driver enough », ce qui donne en français : « Prêt à repousser les limites ? ».